# Thomas Stehle
Thomas Stehle (* 26. Oktober 1980 in Überlingen) ist ein ehemaliger deutscher Fußballspieler.

## Karriere
Stehle begann seine Karriere bei Rot-Weiß Salem (1992–1996) und dem SC Pfullendorf (1996–2001). 2001 wechselte er zum 1. FC Nürnberg, für den er bis 2004 insgesamt 29 Spiele in der ersten Liga bestritt. Dabei erzielte er zwei Treffer, beide im Spiel gegen TSV 1860 München in der Saison 2002/03. In der Saison 03/04 folgten 25 Spiele für den Club in Liga zwei mit weiteren zwei Treffern. 
Stehle steht seit der Saison 2004/05 bei Alemannia Aachen unter Vertrag, mit dem ihm in der Saison 2005/06 der Aufstieg in die erste Bundesliga gelang. Nach einem Jahr Bundesliga, in dem er auf 19 Einsätze und ein Tor kam, folgte der direkte Wiederabstieg und schließlich eine sportliche Talfahrt bis in die Regionalliga, wo Stehle im Juli 2013 seine aktive Karriere beendete. 
Der Abwehrspieler, der bei der Alemannia mit der Rückennummer 17 spielte, trägt aufgrund seiner kompromisslosen Defensivarbeit den Spitznamen „die Axt“.

## Erfolge
- Aufstieg in die 1. Bundesliga 2006 mit Alemannia Aachen